# Kein Krieg, nirgends
Kein Krieg, nirgends: Die Deutschen und der Terror ist ein 2002 erschienenes Buch von Henryk M. Broder über die Reaktionen in Deutschland auf die Anschläge von New York am 11. September 2001 und den darauf folgenden Krieg in Afghanistan. Das Buch behandelt die Debatte, die nach den  Terroranschlägen auf das World Trade Center und das Pentagon in Deutschland geführt wurde und deren vermeintliche Oberflächlichkeit Broder beklagt.

## Inhalt
Laut Broder hätten sich schon kurze Zeit nach dem anfänglichen Schock über die Anschläge mehrerer Journalisten, Kommentatoren und vorgebliche Fachleute zunehmend antiamerikanisch geäußert und den Amerikanern das Geschehene selbst zur Last gelegt. Die Debatte habe sich zu einer Anklage gegen die Vereinigten Staaten, ihre Politik und Lebensweise, letztendlich der westlichen Kultur insgesamt entwickelt, die zum wahren Auslöser der Attentate halluziniert worden sei, während den Attentätern und ihren Sympathisanten trotz obligatorischer Verurteilung viel Verständnis für ihre „Verzweiflungstat“ entgegengebracht worden sei. Broder dokumentiert die seiner Ansicht nach „zum Teil grotesken Äußerungen des deutschen Zeitgeistes“ durch kommentierte Zitate aus Talkshows, Presseartikeln und Stellungnahmen aus der Zeit nach den Anschlägen bis zum Fall Kabuls und dem Ende des Afghanistanfeldzuges.

## Rezensionen
Laut Perlentaucher gab Richard Herzinger in der Zeit Broder recht: „Er preist die Schärfe – wenn auch nicht unbedingt die Präzision –, mit der der Publizist die Äußerungen deutscher Intellektuelle nach dem 11. September vorführt und auseinander nimmt.“ Sofort sei – so Herzberger – die alte Denkroutine der „kommentierenden Klasse“ eingerastet wie zum Beispiel bei Peter Sloterdijk, Walter Jens und Günter Grass. Broder leiste unter Zuhilfenahme zahlreicher Zitate eine „Bloßstellung eines intellektuellen Mainstreams“. Dennoch wende Broder eine alte Denkfigur an, die er in früheren Polemiken entwickelt habe: „Nach dem Zweiten Weltkrieg [...] hätten die Deutschen alles getan, um aus Tätern Opfern zu machen und sich selbst möglichst in die Position des Opfers zu manövrieren.“ Broder argumentiere allzu pauschal, nicht genug differenziert und höre so den „Chor der verabscheuten Stimmen immer nur das Gleiche sagen“. Peter Felixberger kritisierte in der Süddeutschen Zeitung das Buch, da es sich wie ein ‚Zitatenschatz‘ oder eine Materialsammlung für den ‚Essay‘, den Broder ‚eigentlich hätte schreiben sollen‘ lese. Er monierte die „hanebüchene[n] Schlussfolgerungen“, die Broder aus den gesammelten Äußerungen ziehe, aber an keiner Stelle eine eigene „Analyse der Ereignisse“ versuche.
Im Deutschlandfunk kritisierte Rainer Burchardt Broders Buch unter anderem mit den Worten: „Herausgekommen ist zwar eine gut lesbare und bisweilen auch spannende, hin und wieder sogar originelle Kommentierung deutscher Befindlichkeiten in der Krise“, wie es auch der Verlag schreibe. Leider sei dies jedoch „mit einer nervigen Redundanz“ behaftet „und dies ist vor allem das Fatale, eigentlich garniert mit dem mehr oder weniger deutlichen Urteil, alle reden Quatsch, nur ich habe Recht.“ Dies sei man von Broder zwar gewöhnt, aber dieses hätte der Autor „auch mit einem zweiseitigen Essay ausreichend sagen können. Oder, um sein Motto dieses Buches nach Karl Kraus anzuführen: ‚Mein Herr, wenn Sie nicht schweigen, werde ich Sie zitieren.‘“ Für Broder seien auch jene, die die Militäreinsätze in Afghanistan kritisieren, „weltfremde und verlogene Moralisten“, die keine Ahnung von den wahren Zuständen dieser Welt haben, „der Broder-Welt wohlgemerkt“. Seien es Drewermann, Schorlemmer, Grass, der Modeschöpfer Joop, Friedensforscher, linke Schriftsteller und Forscher, die „alle ihr Fett weg“ bekämen, Broder wisse es „eben besser“. Er unterstelle „jedem Differenzieren der Mordanschläge in New York und Washington die Exkulpation, ja sogar die Rechtfertigung.“

## Ausgaben
- Henryk M. Broder: Kein Krieg, nirgends. Berlin Verlag, 2002, ISBN 3-8270-0442-X.